# Olimpíada Cearense de Ciências
A Olimpíada Cearense de Ciências é uma olimpíada científica voltada para estudantes do ensino médio do estado do Ceará, nas áreas de física, química e biologia, que se dividem em 2 níveis: nível 01 para alunos da 1 série do ensino médio(alguns casos como nas modalidades de Química e Física, é aberta para estudantes do 9 ano do ensino fundamental) e o nível 02 para os alunos do 2º e 3º ano do ensino médio. Fundada em 1998, a competição é organizada pelo Núcleo de Ciências e Ensino de Matemática da Universidade Federal do Ceará.

## Estrutura
A olimpíada é realizada em três modalidades independentes,  física, química e biologia, que acontecem em datas diferentes.
Os alunos que obtém a primeira, a segunda e a terceira maior nota,  recebem, respectivamente, medalha de ouro, prata e bronze. Além disso, recebem certificado de honra ao mérito todos os que obtiverem nota igual ou superior a sete, ou no caso de química, os 40 primeiros lugares são premiados(mesmo se não obtiverem a nota 7,0) e as 25 maiores notas são classificadas para a OBQ(Olimpíada Brasileira de Química, que seleciona os alunos para representarem o Brasil na ICHO).
Geralmente as solenidades de premiação ocorrem nos meses de novembro e dezembro.

### 
1. ↑  «Olimpíadas Científicas». Colégio Master. Consultado em 25 de março de 2012
2. ↑  «XIII Olimpíada Cearense de Ciências - 2005». Clube de Química. Consultado em 25 de março de 2012[ligação inativa]
3. ↑  «Solenidade de Encerramento da OCC acontecerá no dia 18/11». Colégio Sete de Setembro. Consultado em 25 de março de 2012. Arquivado do original em 20 de março de 2014